# Paschalococos disperta
Paschalococos disperta (palmera de l'illa de Pasqua o palmera Rapa Nui), sinònim: Jubaea disperta, és una espècie extinta de palmeres originària de l'illa de Pasqua. Aquesta espècie va desaparèixer cap a l'any 1650 dC de l'estudi dels grans de pol·len.

## Taxonomia
No se sap si aquest gènere és diferent de Jubaea, però tampoc no n'hi ha evidències del contrari. De fet, els teixits tous utilitzats per a la identificació dels gèneres de palmeres no s'han conservat. Les úniques restes supervivents són els grans de pol·len del llit del llac, els endocarps buits que es troben en una cova i els motlles d'arrels.
El botànic britànic de palmeres John Dransfield va remetre l'espècie a un nou gènere en part per evitar donar credibilitat a la suposició comuna, però especulativa, que les palmeres pertanyien a l'espècie Jubaea chilensis i que havien estat utilitzades com a rodets per moure els moai, estàtues monumentals de l'illa de Pasqua.

## Causes de l'extinció
Va ser la Superpoblació humana durant el període 800-1600 el que va provocar l'extinció d'aquesta palmera. Segons Michael Hogan, la desaparició de la palmera de l'illa de Pasqua, juntament amb la d'altres organismes, ha contribuït al col·lapse de la societat humana a l'illa.
John Dransfield suggereix que les plantes s'han extingit a causa de la seva explotació per proporcionar cors de palma comestibles, destinats a donar suport als habitants d'una illa superpoblada.
També és probable que es talessin moltes palmeres per construir canoes per pescar.
Una altra hipòtesi és que la rata de la Polinèsia, portada per colons polinesis que van arribar entre el 800 i 1000, va consumir els fruits secs d'aquesta palma, deixant un nombre insuficient per assegurar la ressembra de l'illa.
Tot i la seva extinció, sembla que aquesta palmera es va representar, dos segles després, als signes Rongo-rongo de l’illa de Pasqua, pels següents glifs .